# Dytryk (biskup Merseburga)
Dytryk z Wettinu (ur. ok. 1150, zm. 12 października 1215) – biskup Merseburga od 1204 z rodu Wettinów.

## Życiorys
Dytryk był synem margrabiego Łużyc Dytryka II z nieślubnego łoża (matką była Kunegunda, wdowa po hrabim Plötzkau Bernardzie). Po śmierci ojca otrzymał Groitzsch. Był kanonikiem w Merseburgu. W 1202 odbył podróż do Rzymu. W 1203 został legitymizowany. We wrześniu 1204 został wyświęcony na biskupa Merseburga.